# Drago Gorup
Drago Gorup (tudi Carlo Gori), slovenski gledališki igralec, radijski igralec, kulturni delavec, * 7. november 1931, Sežana, † 15. avgust 2009, Opčine

## Življenje in delo
Drago Gorup je nosil poitalijančeno ime in priimek, ker je živel v Italiji v času fašizma (po drugi svetovni vojni pa Republika Italija ni nikomur samostojno vrnila pravega priimka). Oče je bil Josip, pek, mati Katarina (rojena Trebeč), gospodinja. Osnovno šolo je moral obiskovati v italijanskem jeziku (na Opčinah), nižjo srednjo šolo v Trstu, nato pa je obiskoval slovenski znanstveni licej v Trstu in maturiral leta 1952. Vpisal se je na Medicinsko fakulteto v Padovi, a je študij prekinil, v Padovi pa je diplomiral na igralski akademiji »Scuola del Teatro – Facoltà di Magistero-Università di Padova« (Gledališka šola - magistrska fakulteta - Univerze v Padovi), katero sta vodila prof. D'Arcais in režiser Calendoli. Že kot srednješolec je namreč vzljubil gledališče in je sodeloval kot član Ljudskega odra v Trstu z igralcem in režiserjem Justom Košuto . S kulturno-umetniškim delom v slovenščini je pričel že leta1945, ko je v Prosvetnem društvu Opčine nastopal v vlogi kralja v delu V kraljestvu palčkov. Profesionalno je nastopal pri različnih italijanskih gledaliških skupinah in v italijanskih institucionalnih gledališčih, občasno pa je igral tudi za SSG - Slovensko stalno gledališče Trst in SNG Nova Gorica .
Drago Gorup se je približal Radijskemu odru kot že odrasel, profesionalno formiran igralec, v sezoni 1976/77 . Od tedaj pa je z Radijskim odrom sodeloval skoraj do smrti. Odigral je ogromno vlog, njegovi nastopi so bili prepričljivi in markantni, značajsko je karakteriziral like z veliko igralsko vestnostjo in natančnostjo. Gorupa je odlikoval tudi velik smisel za satiro in je z dobro dozo ironije napisal tudi več uspelih radijskih iger in varietejskih tekstov za radio. Za Radio Trst A je večkrat nastopal tudi kot bralec.
Drago Gorup se je mnogo let strokovno in požrtvovalno razdajal na področju dramske ustvarjalnosti v sklopu društva Tabor na Opčinah in pri številnih dramskih skupinah na Tržaškem, vedno je bil zelo pozoren do mladih obetajočih talentov, bodisi kot gledaliških ali radijskih igralcev .